# Струлёв, Евгений Алексеевич
Евгений Алексеевич Струлев (18 апреля 1939, Павловский Посад, Московская область — 1988) — российский художник.

## Биография
Родился 18 апреля 1939 год а в Павловском Посаде.
В 1959 году окончил Московскую Среднюю художественную школу. В 1966 году окончил Московский государственный художественный институт им. В. И. Сурикова.
Участник художественных выставок с 1957 года. В живописи начинал как наивист с элементами лубка, в дальнейшем пришел к экспрессионистической живописи. В 1969 году Струлёв вступил в МОСХ.
С конца 1960-х и до конца жизни являлся одним из негласных мэтров примитивизма, хотя сам Струлёв это термин не любил.

## Работы находятся в собраниях
- Калининградский областной музей изобразительных искусств, Калининград.
- Екатеринбургский музей изобразительных искусств, Екатеринбург.
- Павлово-Посадский историко-художественный музей, Павловский Посад.
- Музей искусств XX—XXI вв., Коломна.
- Белгородский художественный музей, Белгород.

## Персональные выставки
- 2014 — «Евгений Струлёв». Центральный дом художника, Москва.[2]
- 2002 — «Две России» (совм. с А. Ждановым). Государственный институт искусствознания, Москва.[3]

## Групповые выставки
- 2018 — «Что ты несёшь». Екатеринбургский музей изобразительных искусств, Екатеринбург.[4]
- 1996 — «Пути. Абстракция на пороге нового века». Галерея «Нагорная», Москва.
- 1981 — «Выставка произведений 23‑х московских художников». ЦДХ, Москва.